# 玛丽·沃特利·蒙塔古夫人

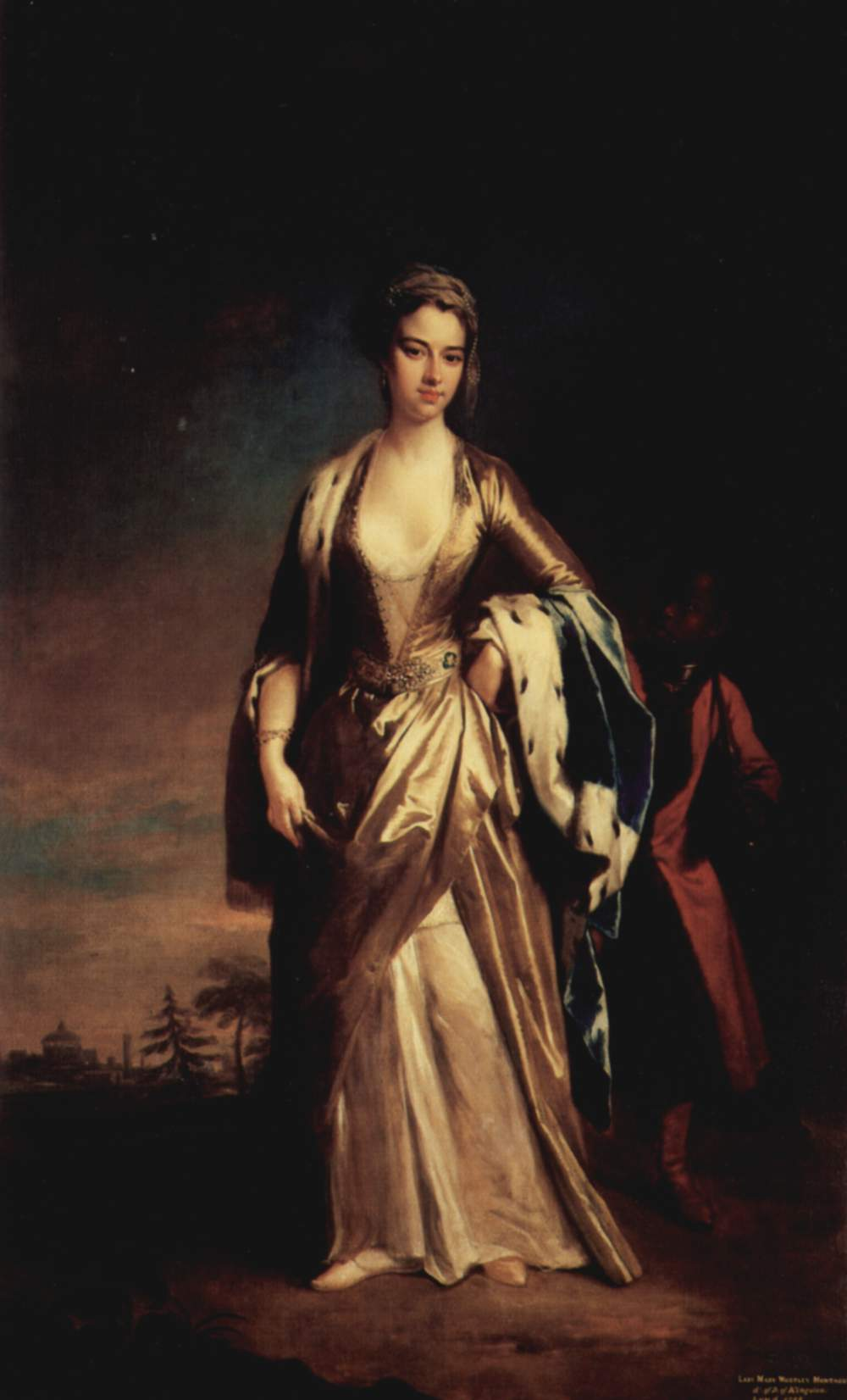
玛丽·沃特利·蒙塔古夫人

玛丽·沃特利·蒙塔古夫人（1689年5月15日 – 1762年8月21日）是英国贵族、作家和诗人。1712年，玛丽嫁给了爱德华·沃特利·蒙塔古，后者后来出任英国驻高门大使。
在奥斯曼帝国君士坦丁堡旅居期間她將她的所見所聞記了下來，因為她曾經身患天花的經歷，她注意到了當地的天花接种方法。玛丽从奥斯曼帝国回国后將天花接种引入英国。 玛丽最終因癌症去世。